# NGC 6756
NGC 6756 é um aglomerado aberto na direção da constelação de Aquila. O objeto foi descoberto pelo astrônomo William Herschel em 1791, usando um telescópio refletor com abertura de 18,6 polegadas. Devido a sua moderada magnitude aparente (+10,6), é visível apenas com telescópios amadores ou com equipamentos superiores. 